# Институт книги, документа и письма АН СССР
Институ́т кни́ги, докуме́нта и письма́ АН СССР (до 1925 — Палеографи́ческий кабине́т, до 1930 — Музе́й палеогра́фии, до 1931 — Музе́й кни́ги, докуме́нта и письма́) — книговедческое и палеографическое научно-исследовательское учреждение, основанное в 1918 году на базе собрания книг и рукописей академика Н. П. Лихачёва.

## Преобразования
- Палеографический кабинет Археологического института (1918—1923)
- Палеографический кабинет Археологического отделения факультета общественных наук Петроградского государственного университета (1923—1924)
- Палеографический кабинет Археологического отделения факультета общественных наук Ленинградского государственного университета (1924—1925)
- Музей палеографии Академии наук СССР (1925—1930)
- Музей книги, документа и письма Академии наук СССР (1930—1931)
- Институт книги, документа и письма Академии наук СССР (1931—1936)

## История

### У истоков
Институт книги, документа и письма был создан после нескольких реорганизаций Палеографического кабинета, существовавшего в форме самостоятельного учреждения с 1918 года. Кабинет был основан на базе личного собрания (коллекции) книг и рукописей профессора Петроградского Археологического института, доктора русской истории Н. П. Лихачёва, находившегося в его доме-музее в Петрограде на Петрозаводской улице, дом 7 (ныне в Доме Н. П. Лихачёва расположен Санкт-Петербургский институт истории РАН).
Собирательство являлось одним из любимых занятий нескольких поколений обширного семейства Лихачёвых — помещиков Казанской губернии. Первой книгой библиотеки Н. П. Лихачёва была «Книга язык» (1761), являвшаяся русским переводом книги французского аббата Лорана Борделона «La Langue» (1707), которую ему в 8-летнем возрасте подарил отец при разборе прадедовской библиотеки. В дальнейшем Н. П. Лихачёв принялся собирать предметы старины разных эпох и народов, приобретая их в разных странах (в центрах антикварной торговли в Париже, Берлине, Стамбуле, Каире и др. городах), уделяя основное внимание памятникам письменности. Таким образом он впоследствии создал крупнейшую в России частную коллекцию письма и документа и сформировал значительную библиотеку по палеографии и другим вспомогательным исторических дисциплинам.

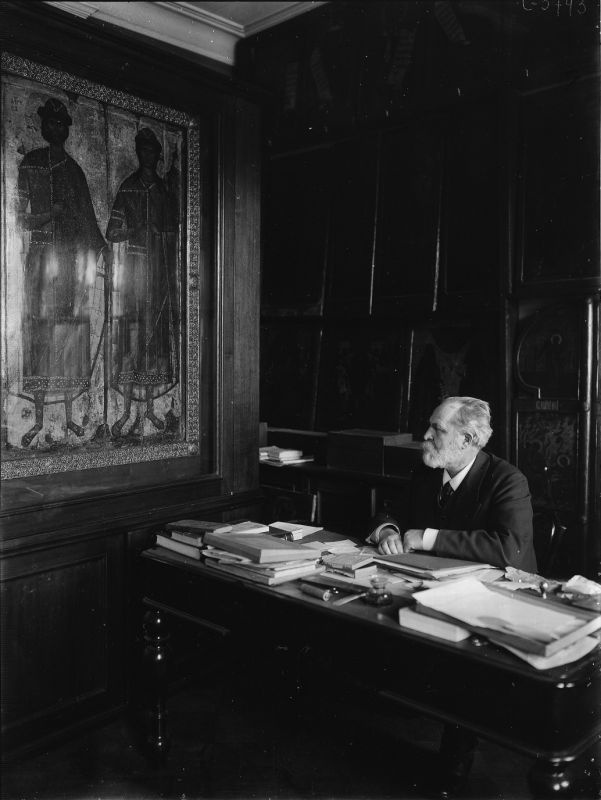
Н. П. Лихачёв в своём кабинете

В 1894 году Н. П. Лихачёв переехал из Казани в Санкт-Петербург, где в 1902 году на Петрозаводской улице отстроил 2-этажный особняк. Своё намерение создать там частный музей письменности он в частности мотивировал тем, что в России в то время наблюдался дефицит источников для исследований в области вспомогательных исторических дисциплин.
Сам Н. П. Лихачёв указывал на то, что «по задачам своим Музей соответствует лейпцигскому „Музею книги“ со специальным уклоном в область истории документа и его аутентификации». Также при создании музея за образец были взяты такие учреждения, как: Национальная школа хартий в Париже, Институт австрийских исторических исследований в Вене, Государственный архив Венеции и Национальный архив Франции. Однако при осуществлении своего проекта Н. П. Лихачёв учитывал, что их особенностью была опора только на национальные памятники, в то время как сам он стремился подбирать источники по истории письма со всего мира.
К 1911 году места для коллекций уже не хватало, поэтому он реконструировал свой дом, увеличив его площадь, и надстроил 3-й этаж, где поселилась его семья. Остальные помещения использовались в основном для хранения и экспонирования исторических памятников. Музей представлял письменную культуру разных народов и времён, в числе которых были: клинописные глиняные таблички, тексты на папирусе, каменные стелы с надписями, средневековые латинские акты на пергамене, коллекции печатей, монет, инкунабулы, древнерусские рукописные сборники, листовки Великой Французской революции, русский актовый материал, помещичьи архивы, вотчинные книги из монастырских архивов и прочее. Ввиду нехватки места, собранная Н. П. Лихачёвым коллекция древнерусской иконописи (1497 единиц) в 1913 году была продана им в Русский музей, причём средства для её приобретения выделил Николай II.
После Октябрьской революции 1917 года Н. П. Лихачёв не имел возможности в полной мере обеспечивать сохранность своих коллекций, но благодаря усилиями академиков А. С. Лаппо-Данилевского и С. Ф. Ольденбурга (Российская академия наук), а также В. И. Вернадского (Министерство народного просвещения), в конце октября — начале ноября 1917 года в целях сохранения коллекции Министерство внутренних дел Российской республики установило близ дома-музея Н. П. Лихачёва милицейский пост. 2 марта 1918 года от Наркомата по заведованию дворцами и музеями республики и от исполкома Петроградского райсовета было выдано удостоверения о том, что дом-музей профессора Н. П. Лихачёва «как содержащий особо важные научные собрания, библиотеку и архив по истории археологии» не подлежит никаким реквизициям и секвестрам.

### Палеографический кабинет / Музей палеографии
В конце апреля 1918 года Н. П. Лихачёв передал библиотеку и свои собрания по истории письменности в ведение Археологического института в качестве Палеографического кабинета, в котором должны были проводиться занятия для подготовки учёных специалистов по дипломатике, сфрагистике и историографии. Сам Н. П. Лихачёв стал его хранителем и возобновил в нём свою исследовательскую работу. В 1923 году Археологический институт вошел в состав Петроградского университета (с 1924 — Ленинградский государственный университет), став Археологическим отделением факультета общественных наук, и Палеографический кабинет таким образом стал частью этого Университета.
Во время Гражданской войны и последовавшей за ней «разрухи» от холода, сырости и особенно из-за наводнения 1924 года коллекции Н. П. Лихачёва (особенно кожаные переплёты книг, глиняные таблички и картины) серьёзно пострадали. Опасаясь за её будущее Н. П. Лихачёв 8 ноября 1924 года организовал совещание, на которое пригласил П. В. Ернштедта, В. К. Шилейко, А. Н. Римского-Корсакова, В. В. Майкова, В. В. Бахтина и других учёных и деятелей культуры. Помимо обсуждения вопросов о каталогизации и инвентаризации материалов, собравшиеся пришли к мнению, что сохранить эти «бесценные коллекции» можно только передав их такой «мощной» научной организации, как Академия наук. 7 марта 1925 года Общее собрание РАН (с 27 июля 1925 — Академия наук СССР) согласилось с этим предложением и 1 августа того же года Палеографический кабинет вошёл в состав АН СССР под названием Музей палеографии. На тот момент МУП находился в процессе разбора материала и его систематизации.
Директором (заведующим) МУП 27 октября официально был назначен Н. П. Лихачёв (фактически он исполнял эту должность с 15 августа). В штат также входили: научная сотрудница З. Н. Шамонина (заведующая библиотекой и канцелярией), и младшие служащие М. И. Милешина (технический помощник) и А. А. Прозоровский (вахтёр). В 1927 году сотрудником МУП был принят востоковед Ю. Я. Перепёлкин, который занимался изучением памятников письменности Древнего мира и раннего Средневековья. В дальнейшем в МУП работали В. В. Струве, В. К. Шилейко, В. Н. Бенешевич, Н. Д. Флиттнер, П. В. Ернштедт, О. О. Крюгер, И. А. Орбели, О. А. Добиаш-Рождественская, А. Е. Ферсман, И. Э. Грабарь, Г. Ф. Церетели, Б. Л. Модзалевский, А. И. Малеин, Б. Я. Владимирцов и другие учёные. Свою научную деятельность начинали в МУП О. И. Подобедова, Е. Ч. Скржинская, И. М. Дьяконов, Ю. Я. Перепёлкин, Н. В. Пигулевская, П. Н. Берков, В. С. Люблинский, В. В. Бахтин и А. П. Рифтин.
В МУП систематически проводились экскурсии и научные лекции. Исследователи (в том числе из-за границы — США, Англии, Франции, Польши, Чехословакии и Югославии) и студенты получали неограниченный доступ к коллекциям, книжному собранию справочников и специальной научной литературе на разных языках. Н. П. Лихачёв «с особым доброжелательством» принимал в МУП экскурсионные группы рабочих из ленинградских типографий, и по их просьбе организовывал выставки по истории переплётов, шрифта и каллиграфии.

### Музей / Институт книги, документа и письма
28 января 1930 года Н. П. Лихачёв был арестован по проходившему в то время в Ленинграде так называемому «Академическому делу», сфабрикованному ОГПУ против группы учёных и краеведов. В феврале того же года исполняющим обязанности директора был назначен академик-секретарь АН СССР С. Ф. Ольденбург. 5 мая он возглавил комиссию, на которой инициировал создание на базе МУП — Музея книги, документа и письма. Были разработаны новые установки и задачи, первостепенной из которых было «изучение развития книги, документа, письма как социальных явлений». Предполагалось, чтобы он одновременно был и научно-исследовательским учреждением, и музеем всесоюзного значения, который сочетал бы в своей деятельности теоретический, просветительский и педагогический аспекты. Для этого, кроме прочего, было решено приобщить к новому научному учреждению экспонаты из Библиотеки Академии наук, Азиатского музея и Археографической комиссии. 19 июня этот проект положения был утверждён на заседании Президиума АН СССР и в сентябре того же года Музей палеографии был реорганизован в Музей книги, документа и письма.
.Директором ИКДП стал член-корреспондент АН СССР А. С. Орлов. Старшим хранителем был назначен А. И. Малеин, учёным хранителем — С. А. Аннинский, научным сотрудником I разряда — А. С. Емельянов, научным сотрудником II разряда — И. В. Новосадский. Также к постоянной работе в Музее привлекли А. Г. Фомина, Ю. Я. Перепёлкина, П. Н. Беркова, Б. М. Кочакова, А. Я. Борисова и др. В МКДП провели инвентаризацию и все коллекции вывезли из дома Н. П. Лихачёва в Библиотеку АН СССР (Биржевая линия, д. 1), куда перебазировался и сам Музей.
В дальнейшем А. С. Орлов поднял вопрос о преобразовании Музея КДП в Институт, так как деятельность данного учреждения не соответствовала в полной мере его названию. В своём письме в Президиум АН СССР от 2 октября 1931 года он писал:

«Основное содержание деятельности МКДП составляет исследовательская работа <…> Название „музей“ создаёт неправильное представление о направлении деятельности МКДП как исследовательского учреждения, затрудняет расширение исследовательской работы и привлечение к ней книговедов, библиотекарей, библиографов и издательских работников».
Вопрос этот был рассмотрен на Октябрьской (1931) сессии АН СССР, где было принято решение о преобразовании Музея в Институт КДП.
Работа в ИКДП велась по трём направлениям:
1. Изучение конкретно-исторических проблем в области дисциплин, разрабатываемых ИКДП (книга, документ, письмо).
2. Подготовка важнейших коллекций ИКДП к изданию и научное их описание.
3. Музейная экспозиция (выставки).

Институт был разделён на три отдела: книги, документа и письма. Ими заведовали, соответственно: П. Н. Берков, С. А. Аннинский и Ю. Я. Перепёлкин.
Наиболее продуктивной была деятельность Отдела книги. Ведущую роль в комиссии по теории книговедения и истории книги этого отдела играли А. С. Орлов, П. Н. Берков, И. В. Новосадский, А. Г. Фомин, А. И. Малеин и Р. М. Тонкова. С декабря 1933 года в связи с 350-летием со дня смерти первопечатника Ивана Фёдорова отдел книги приступил к изучению начального периода книгопечатания в Русском государстве в XVI веке. Также в память Ивана Фёдорова в Институте была развёрнута выставка.
Отдел документа преимущественно занимался научным описанием документальных собраний ИКДП, а также подготовкой к изданию наиболее важных из них. В частности, Отделом работа была проделана важная работа по собранию западноевропейских документов. В 1931 году Отделом документа была развёрнута выставочная экспозиция образцов средневекового западноевропейского документа, а к 1935 году совместно с Отделом рукописной книги Библиотеки АН СССР организована выставка «Письменная культура феодальной Руси XI—XVI веков».
Отдел письма занимался постоянной работой по инвентаризации и описанию хранящихся в нём коллекций. Научно-исследовательской работой в Отделе занимались как сотрудниками ИКДП, так и приглашённые специалисты. В 1932 году Отдел письма развернул выставку по истории образования современного типа буквенного письма. Был представлен подлинный материал древнеегипетской, древнемесопотамской, эламской, хеттской, пунической, древнесемитической, средневековой еврейской, сирийской, арабской, пехлевийской, греческой, коптской и латинской письменностей. Выставка была построена по принципу исторической преемственности письменностей и показывала происхождение современных типов буквенной графики.
Библиотека ИКДП насчитывала около 80 тыс. томов.
В январе 1935 года Президиумом АН было инициировано расширение в ИКДП исследований по вспомогательным историческим дисциплинам, таким как: палеография, дипломатика, сфрагистика, нумизматика, книговедение и пр., что отвечало многим первоочередными запросами советских историков и литературоведов. К ним привлекались как сотрудники Института, так и ряд специалистов со стороны. Результаты получили отражение работ ИКДП в этих направлениях были отражены в изданном в 1937 году специальном сборнике статей «Вспомогательные исторические дисциплины».

### Упразднение
В ноябре 1935 года сессия Академии наук приняла решение о преобразовании ИКДП в Сектор вспомогательных исторических дисциплин, находившегося тогда на стадии формирования Института истории АН СССР (создан 15 февраля 1936). Сектор вошёл в состав основанного в 1936 году Ленинградского отделения Института истории АН СССР.
В дальнейшем, в результате реорганизаций, коллекции МУП были расформированы, часть их передана в различные учреждения страны и ныне частично находятся в Библиотеке РАН, Государственном Эрмитаже, Государственном Русском музее, Государственном историческом музее, Военно-историческом музее артиллерии, инженерных войск и войск связи, Санкт-Петербургском институте истории РАН, Институте востоковедения РАН, Институте восточных рукописей РАН и других учреждениях.

## Издания
Серийные издания
- Материалы для истории византийской и русской сфрагистики / ред. изд. Н. П. Лихачёв. — Л.: Изд-во АН СССР, 1928, 178 с. (Труды Музея палеографии. Вып. 1)
- Материалы для истории византийской и русской сфрагистики / ред. изд. Н. П. Лихачёв. — Л.: Изд-во АН СССР, 1928, 279 с. (Труды Музея палеографии. Вып. 2)
- Арабские надгробия Музея палеографии Академии наук СССР / В. А. Крачковская; ред. изд. Н. П. Лихачёв. — Л.: Изд-во АН СССР, 1929, 123 с. (Труды Музея палеографии. Вып. 3)
- Статьи по книговедению / ред. изд. А. С. Орлов. — Л.: Изд-во АН СССР, 1931, 79 с. (Труды Музея книги, документа и письма. I)
- Статьи по истории энциклопедий / ред. изд. А. С. Орлов. — Л.: Изд-во АН СССР, 1932, 72 с. (Труды Института книги, документа и письма. II, Ч. 1)
- Статьи по истории энциклопедий / ред. изд. А. С. Орлов. — Л.: Изд-во АН СССР, 1934, 116 с. (Труды Института книги, документа и письма. II, Ч. 2)
- Иван Фёдоров первопечатник / ред. изд. А. С. Орлов. — М.; Л.: Изд-во АН СССР, 1935, 289, [2] с. (Труды Института книги, документа и письма. IV)
- Статьи и материалы по истории книги в России / ред. изд. А. С. Орлов. — М.; Л.: Изд-во АН СССР, 1936, 276 с. (Труды Института книги, документа и письма. V)

Другие издания
- Краткое описание выставок. — Л.: Изд-во АН СССР, 1932, 7 с.
- Выставки письменности: I. Древнего мира. II. Феодальной Руси. — М.; Л.: Изд-во АН СССР, 1935, 37, [2] с.
- Описание выставки «Письменность древнего мира и раннего средневековья»: путеводитель. — М.; Л.: Изд-во АН СССР, 1936, 68 с.